# Расплинути скуп
Расплинути скуп је уопштење класичног скупа коме елементи могу припадати мером која обухвата континуални прелаз од неприпадања до потпуног припадања. То јест, за разлику од класичних скупова којима елементи припадају или не припадају, расплинутом скупу неки елемент може припадати са било којом мером између та два стања. Концепт се може објаснити на примеру:
| „ | Нека постоји потреба да се у току кретања воза у сваком моменту изрази да ли се он налази у неком тунелу. То јест, колико му припада. Класичним скуповима се могу изразити два стања: „воз је у тунелу“ и „воз није у тунелу“. Ово може бити довољно за неке примене. Ипак, рецимо да су од посебног интереса моменти када воз није у потпуности у тунелу нити ван њега, и да постоји потреба да се моделира прелаз између ова два стања. Класични скупови немају ову изражајну моћ. Насупрот њима, расплинути скуп може да се употреби за изражавање овог континуалног прелаза. | ” |

Расплинути скупови су се као концепт појавили 1965. године, када су исте године објављена два рада Лотфија А. Задеа и Дитера Клое (Dieter Klaua) који их описују. Касније, концепт расплинутих скупова надаље уопштен на расплинуте скупове са расплинутим степенима припадања. Данас се ове две врсте расплинутих скупова називају расплинутим скуповима првог типа и расплинутим скуповима другог типа. Модел расплинутих скупова другог типа којем се у данашње време поклања посебна пажња су интервални расплинути скупови другог типа.
Од појаве теорије рачунања речима 1996. године, примене расплинуте логике су забележиле значајни успон.

## Расплинути скуп првог типа
Ако је дат скуп елемената X, такав да је x ∈ X његов општи елемент, расплинути скуп првог типа (РС 1Т), A, се дефинише као пресликавање елемената X на вредности из интервала [0, 1]. Ово пресликавање се означава са μ(x) и назива се функцијом припадања расплинутог скупа A. Вредност коју функција припадања даје за конкретан елеменат x' се назива степеном припадања елемента x' скупу A.
Дискретан РС 1Т се записује употребом разломачке црте, при чему у имениоцу стоји елеменат из , а у бројиоцу његов одговарајући степен припадања:
Континуални расплинути скуп првог типа се записује употребом знака за интеграл у сличној форми, за општи елеменат x ∈ X:
На слици 1. је илустрован један РС 1Т A. Елеменат x' ∈ X се функцијом припадања μ пресликава у реалну вредност из [0, 1]. Та вредност представља степен припадања x' расплинутим скупу A.

## Расплинути скуп другог типа
Године 1975, Заде је дошао на идеју да степен припадања тадашњег расплинутог скупа (данашњег РС 1Т) не мора да буде један јасно одређен реални број из [0, 1]. Он уместо тога може бити и расплинути скуп (РС 1Т). Овако се добија форма, која се графички може представити у три димензије. Такви скупови се данас називају расплинутим скуповима другог типа (РС 2Т). РС 2Т се према конвенцијама означавају са тилдом изнад имена скупа. На пример, {\displaystyle {\widetilde {A}}}.
Променљива x', која узима вредности са домена X, се назива примарна променљива. Резултујући степен припадања је РС 1Т. Интервал на којем се простире његов домен се назива примарним степеном припадања. Он се означава са .  представља домен по којем се може кретати секундарна променљива u, а њен степен припадања је секундарни степен припадања. Континуално се скуп означава са:
У пракси је континуални РС 2Т интерполациона форма, која настаје од дискретног РС 2Т. Дискретни РС 2Т настаје обједињавањем више РС 1Т у заједничку форму. Ови РС 1Т се називају уграђеним РС 1Т (енгл. embedded T1 FSs). Сваком уграђеном РС 1Т се такође придружује нова расплинута функција, која мења вредност према примарној променљивој x', у опсегу [0, 1]. Њоме се одређује секундарни степен припадања за сваки уграђени РС 1Т.
Следи опис слике 2. Под а) се види дводимензиона пројекција РС 2Т {\displaystyle {\widetilde {A}}} на раван примерне променљиве и примарног степена припадања. Илустровано је више РС 1Т који су уграђени у дати РС 2Т. Под б), за дату примарну променљиву x', означен је примарни степен припадања , којег чине вредности између најмањег ({\displaystyle {\underline {\mu }}_{\widetilde {A}}(x')}) и највећег ({\displaystyle {\overline {\mu }}_{\widetilde {A}}(x')}) примарног степена припадања свих уграђених РС 1Т, за x'. Као пример једног од уграђених РС 1Т, издвојен је . Његов примарни степен припадања је означен са . Под в) је илустрован секундарни степен припадања у функцији од секундарне променљиве {\displaystyle u\in J_{x}}. Секундарни степен припадања уграђеног РС 1Т  је означен са .

## Интервални расплинути скуп другог типа
Оригинални концепт РС 2Т је још током раних 1980-их поједностављен, тако да се за степен припадања неке променљиве не добија нови РС 1Т, већ интервал. Другим речима, секундарни степен припадања је увек једнак 1. Тако настаје форма под именом интервални расплинути скуп другог типа (ИРС 2Т). За данашњу форму ИРС 2Т су заслужни Хиздал (Ellen Hisdal), Шварц (Daniel G. Schwartz), Турксен, као и Лијанг (Qilian Liang) и Мендел. У задњем цитираном раду се први пут спомињу горња и доња функција припадања, као елементи за поједностављење рада са ИРС 2Т.